# Луговськой Віктор Олександрович
Віктор Олександрович Луговськой (рос. Виктор Александрович Луговской; 14 жовтня 1985, м. Видне, СРСР) — російський хокеїст, центральний нападник. Виступає за ТХК (Твер) у Вищій хокейній лізі. 
Вихованець хокейної школи «Русь» (Москва). Виступав за ХК «Дмитров», «Титан» (Клин), «Молот-Прикам'я» (Перм). 